# Pippo Limnell Finocchiaro
Pippo Limnell Finocchiaro (Catania, 30 ottobre 1987) è un hockeista su ghiaccio finlandese con cittadinanza italiana.

## Biografia
Nato a Catania ma cresciuto in Finlandia, Limnell Finocchiaro si è formato hockeisticamente nelle giovanili dell'HIFK.
Nel 2008 fu messo sotto contratto dal Pontebba, con un contratto triennale. Sul finale della prima stagione fu girato in prestito al Vipiteno Broncos in seconda serie, mentre nella seconda, dopo un infortunio nel precampionato che lo tenne lontano dal ghiaccio per due mesi, fu fin dal mese di novembre aggregato, sempre in seconda serie, all'Appiano, che aveva molti giocatori infortunati. Dopo undici incontri giocati, rientrarono i titolari infortunati e Limnell, che pur avendo il passaporto italiano era considerato a tutti gli effetti straniero non avendo ancora maturato due stagioni giocate nel campionato italiano, venne scalzato dal canadese Eric Braff, non giocando più né con l'Appiano né col Pontebba.
Terminata anticipatamente l'esperienza in Italia, nelle due stagioni successive giocò coi Tilburg Trappers coi quali vinse la Coppa d'Olanda nel 2010-2011.
Nell'agosto del 2012 venne messo sotto contratto dal Valpellice, convinta di poterlo schierare come italiano a tutti gli effetti dopo le due stagioni giocate in Italia tra 2008 e 2010 ma la FISG non ritenne completa la seconda stagione poiché nei mesi dell'infortunio il Pontebba non aveva registrato il contratto, continuando così a considerarlo straniero. A settembre, dunque, il Valpellice preferì rinunciare al giocatore che dapprima tentò un'esperienza in EIHL con Braehead Clan, durata solo 8 giorni, e poi fece ritorno nei Paesi Bassi, prima con l'Eindhoven Kemphanen (2012-2013), poi coi Laco Eaters Limburg (2013-2015). Con la nascita della BeNeLiga è passato all'Heerenveen Flyers.

## Palmarès
- Campionato olandese: 2

Heerenveen Flyers: 2015-2016, 2016-2017
- BeNe League: 2

Heerenveen Flyers: 2016-2017, 2021-2022
- Coppa d'Olanda: 2

Tilburg Trappers: 2010-2011
Heerenveen Flyers: 2015-2016
- Serie A2: 2

Vipiteno Broncos: 2008-2009
Appiano: 2009-2010